# Kleine Eendragtpolder
De Kleine Eendragtpolder is een polder ten noordoosten van Zaamslag in de Nederlandse provincie Zeeland. De polder behoort tot de Zaamslagpolders.
De polder is ontstaan nadat bij de Eendragtpolder zich dijkvallen hadden voorgedaan. Daarom werd in 1813 een dwarsdijk, het Franse dijkje, aangelegd, waarmee een stuk van de Eendragtpolder werd afgesneden. Vermoedelijk is dit door de Fransen uitgevoerd. In 1816 werd begonnen met het compleet afwerken van de afsnijdingsdijk van den jare 1813. Aldus ontstond de Kleine Eendragtpolder, 25 ha groot.
Aan de rand van de polder ligt de buurtschap Kampersche Hoek.

## Trivia
- In de provincie Groningen lag een waterschap met de naam Kleine Eendracht.